# Братья Машин

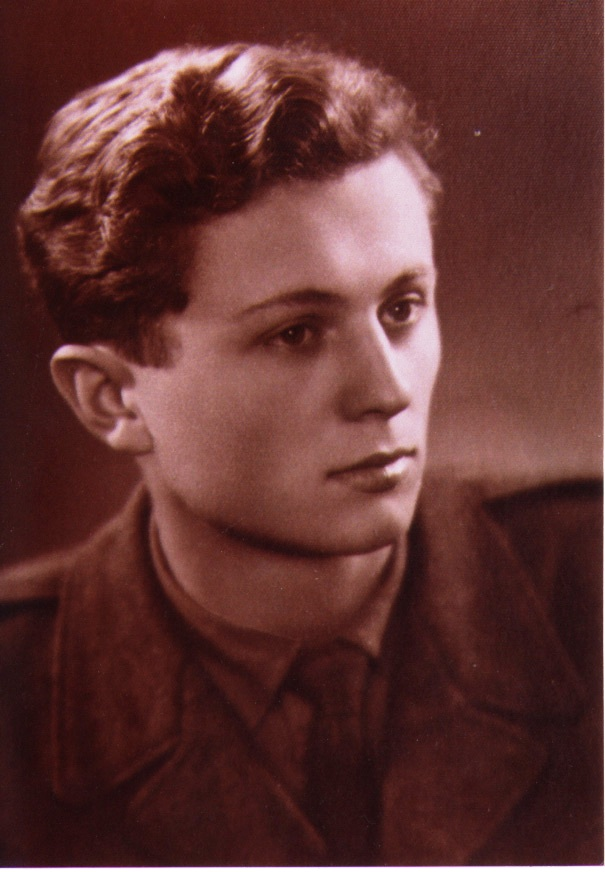
Цтирад Машин в 1950 году.

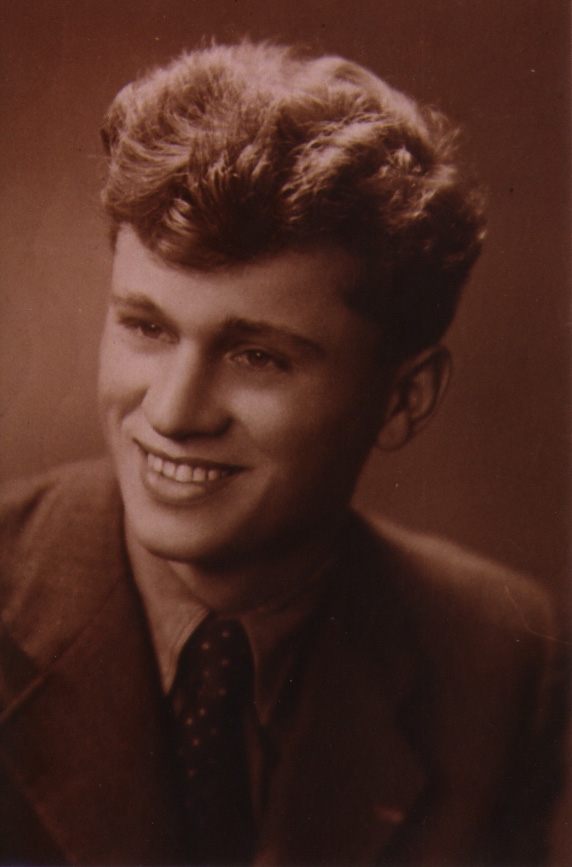
Йозеф Машин в 1950 году.

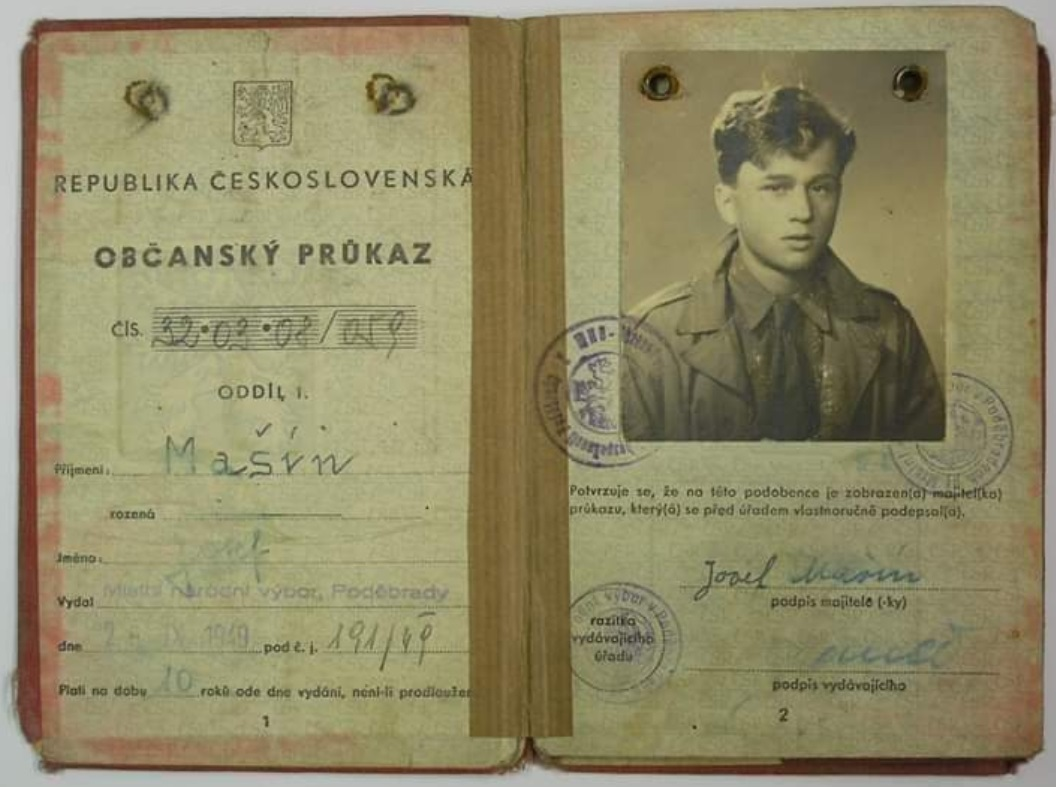
Паспорт Йозефа Машина выданный в 1949 году в Подебрадах

Цтирад (11 августа 1930 — 13 августа 2011) и Йозеф (р. 8 марта 1932) Машин — чехословацкие граждане, братья, получившие известность как деятели антикоммунистического подполья в Чехословакии в начале 1950-х годов. Отношение к ним и их деятельности в современной Чехии крайне полярное: одни называют их преступниками и убийцами, другие — героями, не получившими заслуженного признания. Среднее образование получили в Среднечешской школе-интернате короля Йиржи из Подебрад, где также учился первый президент Чехии Вацлав Гавел и кинорежиссер Милош Форман.
Йозеф и Цтирад были сыновьями Йозефа Машина-старшего, чехословацкого партизана, сражавшегося против нацистов во время германской оккупации Чехословакии и погибшего в 1942 году; в 1945 году они получили вручённые их отцу посмертно медали за храбрость. 
В начале 1950-х годов они вместе с несколькими единомышленниками организовали подпольную антикоммунистическую группу, боровшуюся с правительством Клемента Готвальда; её члены верили в скорое начало новой мировой войны и будущее, по их мнению, освобождение Восточной Европы от коммунизма. С 1951 по 1953 годы они совершили ряд атак и диверсий: в частности, в 1951 году несколько раз нападали на полицейские участки с целью похищения оружия, убив двух полицейских.
После этого они были арестованы, но Йозеф и помогавший братьям их дядя были вскоре освобождены, тогда как Цтирад был приговорён к двум годам работы на урановых шахтах. Во время его заключения Йозефу в 1952 году удалось совершить ограбление на сумму в 846 тысяч крон. После освобождения Цтирада братья планировали взорвать поезд, на котором ехал Клемент Готвальд, но не смогли осуществить задуманное.
В октябре 1953 года они вместе с тремя сообщниками (двое из которых затем погибли) совершили на угнанном автомобиле побег из Чехословакии в Западный Берлин через ГДР, при пересечении границы с ГДР убив одного и тяжело ранив двоих полицейских. Операция по их поимке стала одной из крупнейших неудач в истории Народной полиции ГДР. 
Из Западного Берлина братья и оставшийся в живых Милан Паумер перебрались в США, где в скором времени разочаровались в вероятности новой войны и отошли от политики, занявшись бизнесом. В 1960 году Йозеф Машин переехал в Кёльн, ФРГ, о чём узнала чехословацкая разведка. Было предпринято несколько попыток поймать или убить его, после чего он вернулся в Калифорнию.
В 1995 году Апелляционный суд Чехии объявил, что уголовное преследование в отношении братьев Машинов прекращено в связи с истечением срока давности их преступлений, что вызвало резонанс и протесты в чешском обществе. Братья Машины предпочли не возвращаться в Чехию и остаться в США.